# Art déco
- Övre vänster: Chrysler Building i New York.
- Övre höger: Scenfotografi från filmen Metropolis (1927).
- Undre vänster: Affisch för världsutställningen i Chicago 1933.
- Undre höger: "Victoire"-skulpturen av René Lalique.

Art déco (kortform av franskans art décoratif, "dekorativ konst") är en arkitektur-, konst- och formgivningsstil från tiden mellan 1920 och början av andra världskriget. Stilens höjdpunkt inträffade i och med världsutställningen i Paris 1925, Exposition internationale des arts décoratifs et industriels modernes.
Art déco var en reaktion mot bland annat Bauhausskolans betoning av förenkling och industriell massproduktion. Art déco ville framhäva det individuella, dekorativa och exklusiva och gör sig i Europa främst gällande inom inredning och möbeldesign under 1920-talet, medan stilen var populär i USA till i början av 1950-talet. I Miami finns det byggnader längs med Ocean Drive i art déco-stil. Motiven togs i första hand från Orienten, Egypten, det antika Grekland och Rom. Öppnandet av Tutankhamuns grav (1922) och egyptologins storhetstid sammanfaller med art déco-epoken.
Art déco är en eklektisk stil som kombinerar traditionella hantverksmotiv med maskinålderns bildspråk och material. Den kännetecknas ofta av rika färger, djärva geometriska former och påkostad ornamentik.
Art déco uppkom under mellankrigstiden och är ett uttryck för den snabba industrialisering som höll på att omvandla den traditionella kulturen. Ett av dess mest framträdande drag är just att den omfamnar modern teknologi. Den skiljer sig från sin föregångare art nouveau/jugend såtillvida att den föredrog det symmetriska framför det asymmetriska, det rätlinjiga framför det böljande och geometriska former framför organiska.
Art déco betonar geometriska former: klot, polygoner, rektanglar, kvadrater, trianglar, parallelltrapetser, sicksack, sparrar, strålar och solstrålemotiv. Element anordnas ofta i symmetriska mönster. Moderna material som aluminium, rostfritt stål, bakelit, krom och plast används ofta. Glasmålningar, inläggningar och lack är också vanliga. Färgerna tenderar att vara starka och kontrasterande.
Konstnärer och formgivare integrerade motiv från antikens Egypten, Mesopotamien, Grekland, Rom, Asien, Mesoamerika och Oceanien med maskinålderns element. Art déco var också influerat av kubismen, konstruktivismen, funktionalismen, modernismen och futurismen.
Under sina glansdagar representerade art déco lyx, glamour, livsglädje och tro på sociala och tekniska framsteg.

## Några konstnärer och formgivare inom art déco
- Joë Descomps
- Alexandra Exter
- Tamara de Lempicka
- Rolf Engströmer